# Умирбеков, Тилеукабыл
Тилеукабыл Умирбеков (каз. Өмірбеков Тілеуқабыл; 1939 год, станция Тансык) — старший чабан совхоза имени Калинина Чубартауского района Семипалатинской области, Казахская ССР. Герой Социалистического Труда (1973). Депутат Верховного Совета Казахской ССР 8-го созыва.

## Биография
Родился в 1939 году на станции Тансык (сегодня входит в состав Аягозского района Восточно-Казахстанской области). С 1958 года работал чабаном, старшим чабаном в колхозе имени Калинина Чубартауского района. В 1967 году вступил в КПСС.
Бригада Тилеукабыла Умирбекова ежегодно перевыполняла задания по овцеводству, в среднем выращивая по 125 ягнят от каждой сотни овцематок и получая в среднем по 3,5 килограмм шерсти с каждой овцы. В начале Девятой пятилетки (1971—1975) бригада вступила во Всесоюзное социалистическое соревнование, взяв на себя трудовые обязательства по увеличению поголовья колхозной отары. В 1973 году было выращено в среднем по 135 ягнят от каждой сотни овцематок и получено в среднем по 3.2 килограмма шерсти с каждой головы.
За большие успехи, достигнутые во Всесоюзном социалистическом соревновании и проявленную трудовую доблесть в выполнении принятых обязательств по увеличению производства и заготовок продуктов животноводства в зимний период 1972—1973 годов удостоен звания Героя Социалистического Труда указом Президиума Верховного Совета СССР от 6 сентября 1973 года c вручением ордена Ленина и золотой медали «Серп и Молот».
С 1973 года — бригадир-наставник комсомольско-молодёжной бригады совхоза «Баганас» Чубартауского района.
Избирался делегатом XXIV съезда КПСС, депутатом и членом Президиума Верховного Совета Казахской ССР (1971—1975), членом Семипалатинского обкома КПСС.
Награды
- Герой Социалистического Труда
- Орден Ленина — дважды (08.04.1971; 06.09.1973)
- Орден «Знак Почёта» (22.03.1966)
- Орден Октябрьской Революции (19.02.1981)
- Орден «Курмет»